# Hiéroglyphe égyptien R21
L'emblème de Séchat coiffé de plumes en hiéroglyphes égyptiens, est classifié dans la section R « Mobilier cultuel et emblèmes sacrés » de la liste de Gardiner ; il y est noté R21.

## Représentation
Il représente l'emblème de la déesse Séchat (hiéroglyphe R20) avec un croissant de lune à la place des deux cornes et surmonté de deux plumes. C'est la forme utilisé sous l'Ancien Empire de l'hiéroglyphe R20. Il est translittéré Sšȝt.

## Utilisation
| R21 | t | B1 | / | R21 |

| R21 | t | B1 | / | R21 |

| R20 |

| R20 |